# Hyla bocourti
Hyla bocourti là một loài ếch thuộc họ Nhái bén.
Đây là loài đặc hữu của Guatemala.
Môi trường sống tự nhiên của chúng là vùng núi ẩm nhiệt đới hoặc cận nhiệt đới, đồng cỏ nhiệt đới hoặc cận nhiệt đới vùng đất cao, và đầm nước ngọt có nước theo mùa.
Chúng hiện đang bị đe dọa vì mất môi trường sống.